# Heteropterys jardimii
Heteropterys jardimii là một loài thực vật có hoa trong họ Malpighiaceae. Loài này được Amorim mô tả khoa học đầu tiên năm 2005.